# Horváth Mariann (vívó)
Horváth Mariann, Kőrösi Mariann vagy Kőrösi-Horváth Mariann (Budapest, 1968. szeptember 23. –) hatszoros világbajnok és kétszeres Európa-bajnok magyar párbajtőrvívó, sportkommentátor.

## Sportolói pályafutása
Ötször volt Universiade-bajnok (kétszer egyéniben és háromszor csapatban).
Az 1989-es denveri vívó-világbajnokságon csapatban aranyérmes, egyéniben hetedik helyezett lett. Az 1990-es lyoni vb-n csapatban ezüstérmet szerzett, míg egyéniben harmincnegyedik helyen végzett. Az 1991-es bécsi Európa-bajnokságon, az 1991-es budapesti világbajnokságon és az 1992-es havannai világbajnokságon csapatban és egyéniben egyaránt aranyérmes lett. Az 1993-as esseni világbajnokságon csapatban ismét aranyérmet szerzett, míg egyéniben hetedik volt. Az 1994-es athéni világbajnokságon csapatban ezüstérmes lett, egyéniben a harmincnegyedik helyen végzett. Az 1995-ös hágai világbajnokságon csak egyéniben indult, s a harminchatodik lett.

## Kommentátori pályafutása
1996-ban, sportolói pályájának befejezése után lett az Eurosport kommentátora, főleg tenisz-, téli sport- (pl. alpesi sí, műkorcsolya) és vívóversenyekről közvetít.
Kommentátori tevékenységét a Magyar Olimpiai Bizottság Média-díjjal, az Eurosport szerkesztősége Sipos János-díjjal jutalmazta. 2012-ben Gundel művészeti díjban részesült.

## Díjai, elismerései
- Az év magyar vívója (1991, 1992)
- Gundel művészeti díj (2012)
- MOB-médiadíj (oklevél) (2013)[6]
- Gyulai-díj (2020)[7]